# Christiane Karoline Schlegel

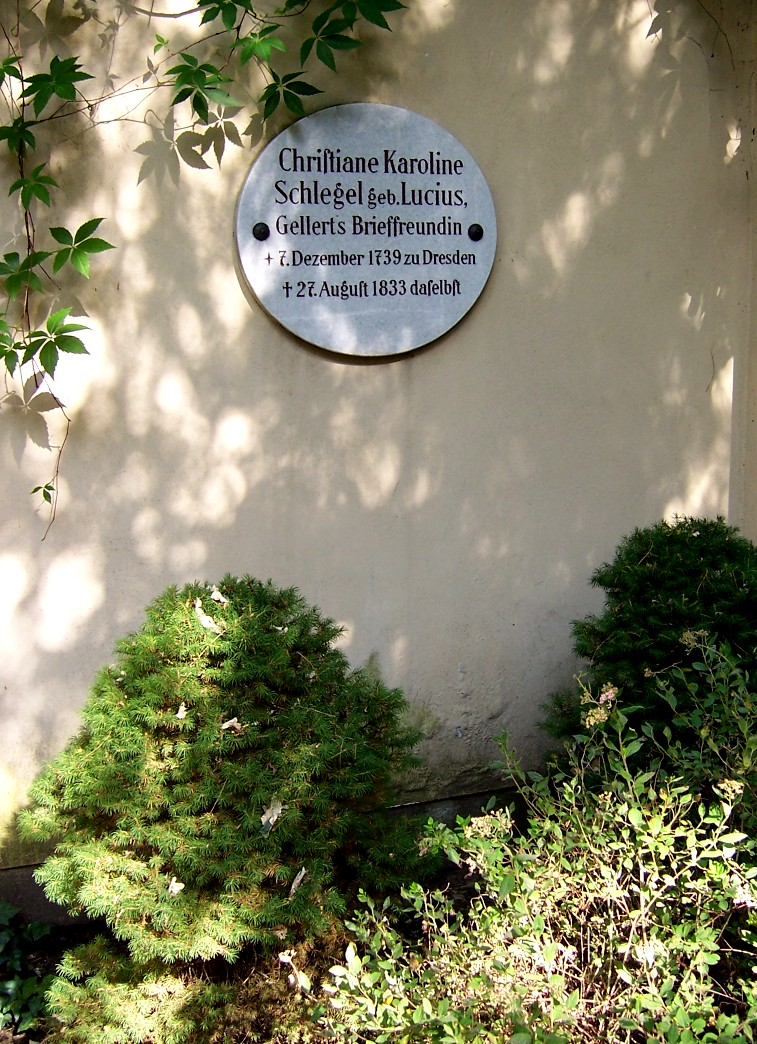
Grab Christiane Karoline Schlegels auf dem Inneren Neustädter Friedhof in Dresden.

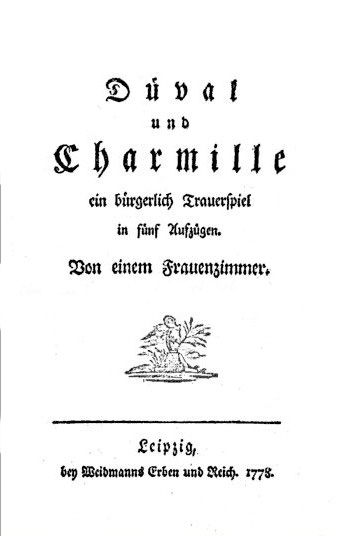
Düval und Charmille, 1778.

Christiane Karoline Schlegel (geb. Christiane Karoline Lucius; * 7. Dezember 1739 in Dresden; † 21. August 1833 in Dresden) war eine deutsche Schriftstellerin und Dramatikerin. Bekannt wurde sie auch durch ihren Briefwechsel mit Christian Fürchtegott Gellert, der sie „Babet“ nannte.

## Leben
Christiane Karoline Schlegel war das zweite von drei Kindern der Christiane Sophie und des Geheimen Cabinetsregistrators Karl Friedrich Lucius (1708–1783), ihr Bruder war zwei Jahre älter als sie, die Schwester Friederike Auguste kam 1748 zur Welt. Erzogen wurde Christiane Karoline Schlegel von der Mutter und einem Hauslehrer, sie schrieb schon zeitig Briefe auf Französisch. Italienisch und Englisch brachte sie sich im Selbststudium bei und fertigte kleinere Übersetzungen an.
Die Schriften Christian Fürchtegott Gellerts faszinierten sie, sodass sie mit ihm 1760 brieflich in Kontakt trat. Gellert führte mit ihr bis zu seinem Tod 1769 einen Briefwechsel, in dessen Fortdauer Schlegel seine Antworten auf seinen Wunsch hin abschrieb, um die Korrespondenz zusammenhängend der Nachwelt überliefern zu können. An ihren Briefen schätzte Gellert die natürliche und unverbildete Sprache. Auch mit Johann Georg Jacobi stand Christiane Karoline Schlegel schriftlich in Verbindung, lernte ihn im Gegensatz zu Gellert jedoch nie persönlich kennen.
Im Jahr 1774 heiratete sie den Pastor Gottlieb Schlegel, das Paar siedelte nach Burgwerben über. Die Ehe blieb kinderlos, sodass sich Christiane Karoline Schlegel ganz dem Lesen und Schreiben widmen konnte. Nach einem 1777 verübten Mord in Dresden, der ihr von ihrer Schwester berichtet wurde, verfasste sie, in Anlehnung an die Tat, ihr Stück Düval und Charmille, das 1778 veröffentlicht wurde. In den Folgejahren erschienen zudem Übersetzungen aus dem Englischen und Französischen. Nachdem Gottlieb Schlegel 1813 verstorben war, kehrte Christiane Karoline Schlegel 1814 nach Dresden zurück, wo sie 1833 starb. Sie liegt auf dem Inneren Neustädter Friedhof in Dresden begraben.
Im September 2023 wurde Schlegels bisher unaufgeführtes Drama Düval und Charmille. Ein bürgerlich Trauerspiel in fünf Aufzügen. Von einem Frauenzimmer unter dem Titel Von einem Frauenzimmer 245 Jahre nach seiner Entstehung in Spielhaus in Graz uraufgeführt.

## Werke

### Dramen und Briefe
- Dormont und Julie. Ein Schauspiel in drey Aufzügen. Von einem Frauenzimmer verfertiget, Hamburg: Schniebes 1778 (Digitalisat)
- Düval und Charmille. Ein bürgerlich Trauerspiel in fünf Aufzügen. Von einem Frauenzimmer, Leipzig: Weidmann 1778 (Volltext im German Drama Corpus)
- Briefwechsel Christian Fürchtegott Gellert’s mit Demoiselle Lucius (1823)

### Übersetzungen
- Abr. Trembley – Unterricht eines Vaters für seine Kinder über Natur und Religion (aus dem Franz.; Band 3 und 4. 1776–1780)
- D. Harwood – Frohe Gedanken über die Glückseligkeit eines religiösen Lebens (aus dem Engl.; 1781)
- P. Blanchard – Der empfindsame Träumer (aus dem Franz.; 1799)